# Nati nel 1526
| Questa pagina contiene informazioni ricavate automaticamente dalle voci biografiche con l'ausilio del template Bio e di un bot. L'aggiornamento è periodico e automatico e ricostruisce completamente la pagina. Se manca una persona in questa lista, sei pregato di non aggiungerla, ma accertati piuttosto che la sua voce biografica contenga il template Bio e che i dati anagrafici siano correttamente compilati. Se il template Bio manca, inseriscilo tu stesso o, in alternativa, metti l'avviso {{tmp\|Bio}} che ne segnala la mancanza. Se i dati riportati sono sbagliati, correggi direttamente la voce biografica; le modifiche saranno visibili in questa lista entro pochi giorni. Per chiarimenti vedi il progetto biografie. La lista contiene solo le 58 persone che sono citate nell'enciclopedia e per le quali è stato implementato correttamente il template Bio. Pagina aggiornata al 26 lug 2025. |

## Gennaio(2)
- 1º gennaio - Luigi Bertrando, religioso e missionario spagnolo († 1581)
- 25 gennaio - Adolfo di Holstein-Gottorp, nobile († 1586)

## Febbraio(3)
- 19 febbraio - Carolus Clusius, botanico e docente francese († 1609)
- 23 febbraio - Niccolò Caetani di Sermoneta, cardinale e arcivescovo cattolico italiano († 1585)
- 23 febbraio - Gonçalo da Silveira, gesuita portoghese († 1561)

## Marzo(2)
- 3 marzo - Astorre II Baglioni, condottiero italiano († 1571)
- 11 marzo - Heinrich Rantzau, astrologo, umanista e generale tedesco († 1598)

## Aprile(1)
- 12 aprile - Marc-Antoine Muret, filologo classico e umanista francese († 1585)

## Giugno(4)
- 4 giugno - Paolo Mini, medico e scrittore italiano († 1599)
- 9 giugno - Matsudaira Hirotada, militare giapponese († 1549)
- 14 giugno - Taqī al-Dīn Muḥammad ibn Maʿrūf, matematico, astronomo e inventore ottomano († 1585)
- 25 giugno - Elizabeth Brooke, nobildonna inglese († 1565)

## Luglio(3)
- 9 luglio - Elisabetta d'Asburgo, principessa († 1545)
- 10 luglio - Philippe III de Croÿ, militare e nobile belga († 1595)
- 31 luglio - Augusto I di Sassonia, nobile († 1586)

## Agosto(1)
- 18 agosto - Claudio di Guisa-Aumale, nobile francese († 1573)

## Settembre(2)
- 23 settembre - Henry Manners, II conte di Rutland, nobile inglese († 1563)
- 26 settembre - Volfango del Palatinato-Zweibrücken, nobile tedesco († 1569)

## Ottobre(1)
- 1º ottobre - Dorothy Stafford, nobile inglese († 1604)

## Novembre(2)
- 1º novembre - Caterina Jagellona, principessa polacca († 1583)
- 30 novembre - Filippo III di Hanau-Münzenberg, tedesco († 1561)

## Dicembre(3)
- 8 dicembre - Wang Shizhen, scrittore, critico d'arte e politico cinese († 1590)
- 12 dicembre - Álvaro de Bazán, generale spagnolo († 1588)
- 28 dicembre - Anna Maria di Brandeburgo-Ansbach, principessa tedesca († 1589)

## Senza giorno specificato(34)
- Manoel Álvares, gesuita portoghese († 1583)
- Azai Hisamasa, militare giapponese († 1573)
- Ignazio de Azevedo, gesuita portoghese († 1570)
- Rafael Bombelli, matematico e ingegnere italiano († 1572)
- Bâkî, poeta turco († 1600)
- Hubert Cailleau, pittore e miniatore francese († 1579)
- Diomede III Carafa, duca italiano († 1561)
- Pedro Chacón, matematico e teologo spagnolo († 1581)
- Urška Ferligoj, slovena († 1544)
- Juan Fernández de Navarrete, pittore spagnolo († 1579)
- Martin Garzez, militare spagnolo († 1601)
- Hubert Goltz, pittore, numismatico e antiquario fiammingo († 1583)
- Ikoma Chikamasa, militare giapponese († 1603)
- Onorato Lascaris di Ventimiglia, vescovo cattolico italiano († 1595)
- Olimpia Morata, umanista italiana († 1555)
- Nagao Masakage, militare giapponese († 1564)
- Niiro Tadamoto, militare giapponese († 1611)
- Marco degli Oddi, medico e filosofo italiano († 1591)
- Antonio Pagani, francescano italiano († 1589)
- Giovanni Pellesini, attore teatrale italiano
- Luigi Pico della Mirandola, nobile italiano († 1581)
- Camillo Porzio, storico e avvocato italiano († 1580)
- Martin Ruzé de Beaulieu, politico francese († 1613)
- Giandomenico Scamozzi, architetto italiano († 1582)
- Kenau Simonsdochter Hasselaer, mercante olandese († 1588)
- William Somerset, III conte di Worcester, nobile inglese († 1589)
- Suda Mitsuchika, militare giapponese († 1598)
- Sigismundus Suevus, matematico e teologo tedesco († 1596)
- Michele Tramezzino, editore italiano
- Tsuruhime, giapponese († 1543)
- Pedro de Ursúa, esploratore spagnolo († 1561)
- Giovanni Battista Zelotti, pittore italiano († 1578)
- Gabriel de Zayas, politico spagnolo († 1593)
- Özdemiroğlu Osman Pascià, militare e politico ottomano († 1585)